# Towson (Maryland)
Towson er en amerikansk by og administrativt centrum i Baltimore County i delstaten Maryland. Byen har 59.553(2020) indbyggere.
I byen ligger hovedkvarteret for de to maskinproducenter DeWalt og Black+Decker.